# Marcoux (Loira)
Marcoux és un municipi francès situat al departament del Loira i a la regió d'Alvèrnia-Roine-Alps. L'any 2007 tenia 664 habitants.

## Demografia

### Població
El 2007 la població de fet de Marcoux era de 664 persones. Hi havia 239 famílies de les quals 40 eren unipersonals (12 homes vivint sols i 28 dones vivint soles), 85 parelles sense fills, 110 parelles amb fills i 4 famílies monoparentals amb fills.
La població ha evolucionat segons el següent gràfic:
Habitants censats

### Habitatges
El 2007 hi havia 313 habitatges, 252 eren l'habitatge principal de la família, 37 eren segones residències i 24 estaven desocupats. 300 eren cases i 13 eren apartaments. Dels 252 habitatges principals, 211 estaven ocupats pels seus propietaris, 31 estaven llogats i ocupats pels llogaters i 9 estaven cedits a títol gratuït; 2 tenien una cambra, 5 en tenien dues, 24 en tenien tres, 66 en tenien quatre i 154 en tenien cinc o més. 188 habitatges disposaven pel capbaix d'una plaça de pàrquing. A 69 habitatges hi havia un automòbil i a 163 n'hi havia dos o més.

### Piràmide de població
La piràmide de població per edats i sexe el 2009 era:
| Homes | Edats   | Dones |
| ----- | ------- | ----- |
| 0     | 95 o +  | 0     |
| 0     | 90 a 94 | 4     |
| 4     | 85 a 89 | 0     |
| 4     | 80 a 84 | 4     |
| 4     | 75 a 79 | 12    |
| 16    | 70 a 74 | 16    |
| 24    | 65 a 69 | 4     |
| 12    | 60 a 64 | 20    |
| 16    | 55 a 59 | 20    |
| 20    | 50 a 54 | 20    |
| 16    | 45 a 49 | 16    |
| 28    | 40 a 44 | 20    |
| 32    | 35 a 39 | 16    |
| 16    | 30 a 34 | 20    |
| 16    | 25 a 29 | 12    |
| 16    | 20 a 24 | 24    |
| 20    | 15 a 19 | 28    |
| 40    | 10 a 14 | 16    |
| 8     | 5 a 9   | 16    |
| 8     | 0 a 4   | 8     |

## Economia
El 2007 la població en edat de treballar era de 417 persones, 312 eren actives i 105 eren inactives. De les 312 persones actives 283 estaven ocupades (159 homes i 124 dones) i 28 estaven aturades (11 homes i 17 dones). De les 105 persones inactives 33 estaven jubilades, 32 estaven estudiant i 40 estaven classificades com a «altres inactius».

### Ingressos
El 2009 a Marcoux hi havia 271 unitats fiscals que integraven 734 persones, la mediana anual d'ingressos fiscals per persona era de 16.683 €.

### Activitats econòmiques
Dels 25 establiments que hi havia el 2007, 1 era d'una empresa de fabricació de material elèctric, 1 d'una empresa de fabricació d'elements pel transport, 1 d'una empresa de fabricació d'altres productes industrials, 6 d'empreses de construcció, 6 d'empreses de comerç i reparació d'automòbils, 1 d'una empresa d'hostatgeria i restauració, 1 d'una empresa immobiliària, 5 d'empreses de serveis i 3 d'empreses classificades com a «altres activitats de serveis».
Dels 8 establiments de servei als particulars que hi havia el 2009, 1 era un taller de reparació d'automòbils i de material agrícola, 2 paletes, 1 guixaire pintor, 1 electricista, 1 empresa de construcció, 1 perruqueria i 1 restaurant.
L'únic establiment comercial que hi havia el 2009 era una floristeria.
L'any 2000 a Marcoux hi havia 24 explotacions agrícoles que ocupaven un total de 704 hectàrees.

## Equipaments sanitaris i escolars
El 2009 hi havia una escola elemental.

## Poblacions més properes
El següent diagrama mostra les poblacions més properes.